# Pièce de 100 francs Émile Zola
Pour les articles homonymes, voir 100 francs.
La pièce de 100 francs français Émile Zola est une pièce commémorative française émise en 1985 à l'occasion du 100e anniversaire de la parution du roman Germinal de cet écrivain.

## Description
Sur l'avers, on voit une usine en arrière-plan symbolisant les mines du Nord.
Sur le revers, se trouve un portrait d'Émile Zola.

## Frappes
| Millésime | Tirage    | Remarques       |
| --------- | --------- | --------------- |
| 1985      | 1 700     | essai           |
| 1985      | 5 000     | Flan bruni      |
| 1985      | 50 000    | Fleur de coin   |
| 1985      | 3 968 400 | frappe courante |

## Sources
- Monnaies Françaises de René Gadoury, édition 1993